# ياكوب فان هويسوم

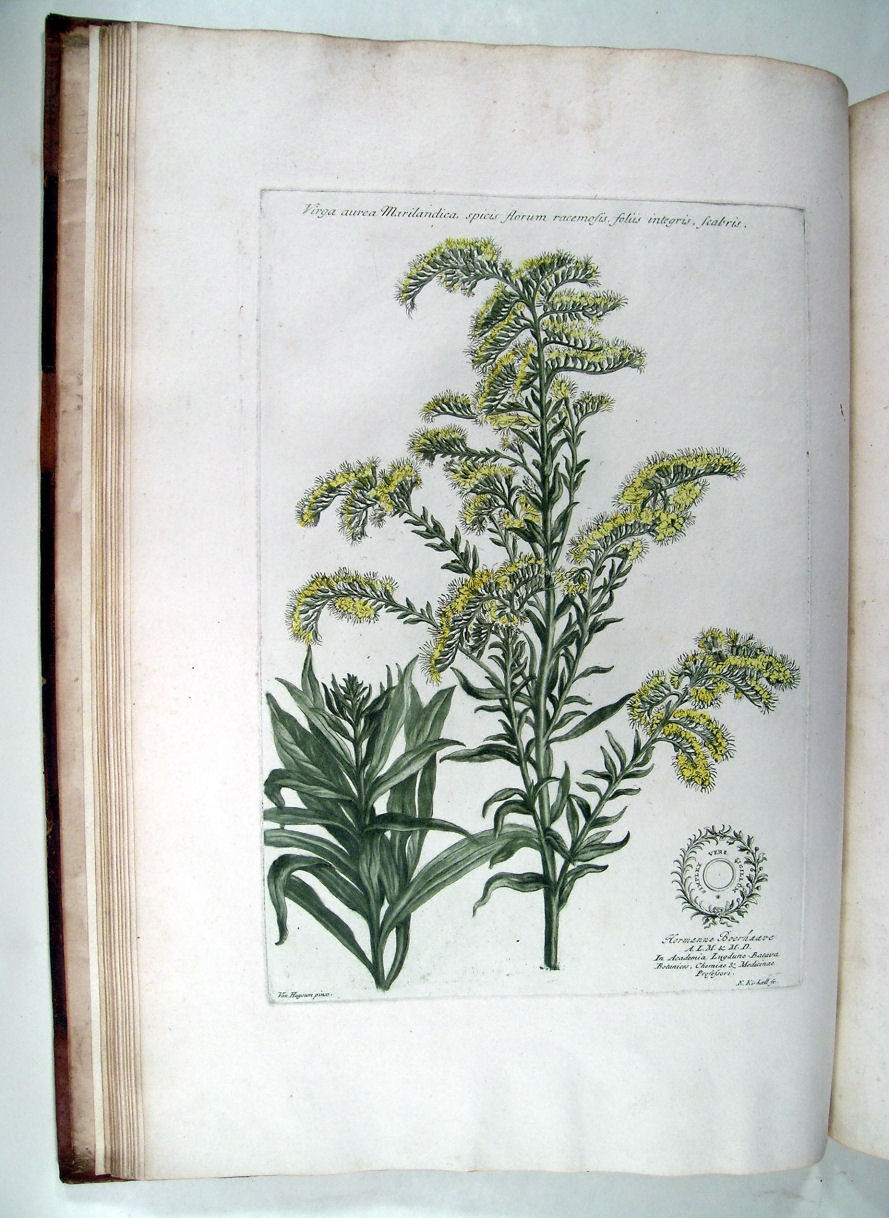
رسمته لـ قد تكون نبتة عصا الذهب.
من كتاب تاريخ عالم البستنة لـ جونس مارتين.

جاكوب فان هويسوم (1688 – 1740) هو رسام للنباتات في القرن الثامن عشر من شمال هولندا.

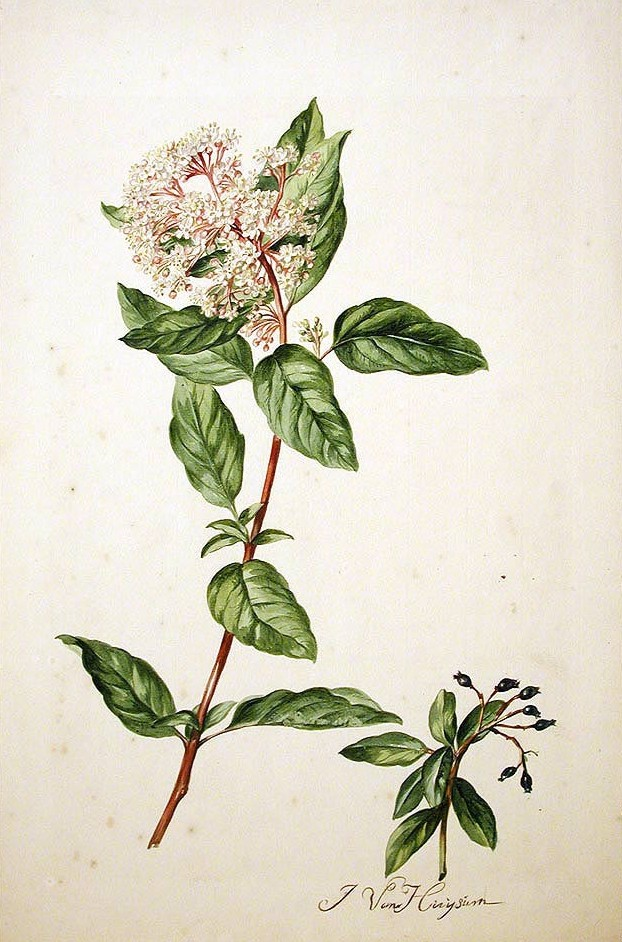
رباطية غارية.
كتالوجات النباتات.

تم تعميد فان هويسوم في 25 فبراير 1688 في أمستردام .  كان كل من والده جوستوس فان هويسوم (1659-1716) وشقيقه جان فان هويسوم (1682-1749) رسامين مشهورين بالزهور. كان أسلوبه في الرسم شبيهًا جدًا بأسلوب أخيه. نهجه في الرسم التوضيحي النباتي ، مع الحفاظ على الدقة النباتية ، استحوذ على جانب أكثر رسامًا لموضوعه. هذا يتناقض مع الوضع الدقيق بدقة لجورج ديونيسيوس إريت ، زميله المعاصر.
وصل جاكوب إلى إنجلترا حوالي عام 1721 ، وعاش لفترة في منزل راعيه ، السيد لوكير من ساوث سي هاوس . في وقت لاحق ، استمتع برعاية السير روبرت والبول ، الذي أصبح صديقًا له ، وكلفه برسم أعمال زخرفية لمنزله في هوتون في نورفولك . الأهم من ذلك أنه أنتج معظم الرسوم التوضيحية الخمسين لجون مارتن هيستوريا بلانتاروم راريوروم (لندن: 1728-38) ، وجميع الرسومات الخاصة بـ Catalogus Plantarum ، وهو فهرس للأشجار والشجيرات والنباتات والزهور (لندن: 1730). كان تلميذه لويس فابريتيوس دوبورج . 
صور هيستوريا بلانتاروم راريوروم نباتات من حديقة تشيلسي الفيزيائية وحديقة كامبريدج النباتية . جاءت هذه النباتات من رأس الرجاء الصالح وأمريكا الشمالية وجزر الهند الغربية والمكسيك . أنتج إليشا كيركال نقوش الميزوتينت. تم تخصيص كل لوحة لراعيها وعرضت عليها شعار النبالة أو حرف واحد فقط. إلى جانب فان هويسوم ، كان الفنانون الآخرون هم ويليام هوستون وماسي وج. سارتوريس و آر سارتوريوس. نُشر العمل في خمسة أجزاء من عشر لوحات لكل منها بين عامي 1728 و 1737 ، وتم بيعه بالاشتراك. لم يكن المشروع نجاحًا ماليًا وتوقف النشر في عام 1737.

## مراجع

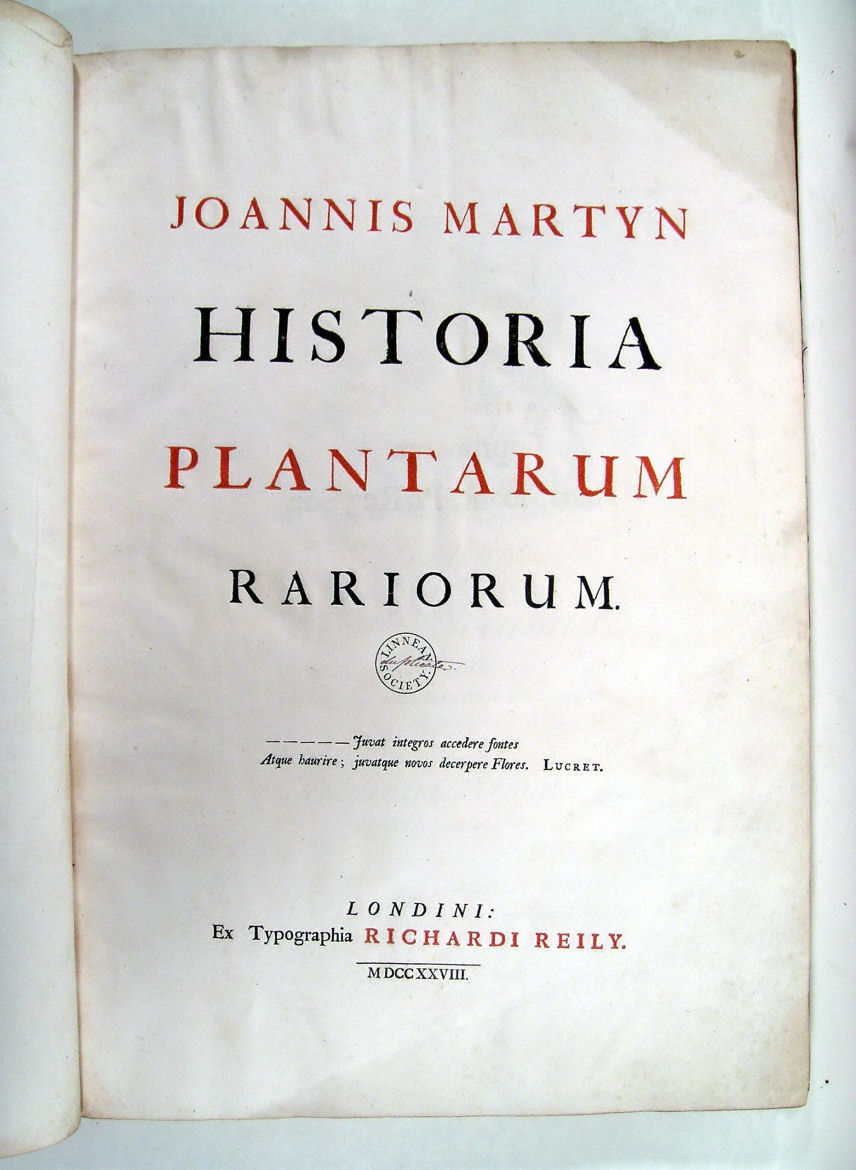
Historia Plantarum Rariorum